# Родителев, Сергей Васильевич
Сергей Васильевич Родителев (род. 18 сентября 1958) — бригадир проходчиков государственного акционерного общества «Шахта им. Н. И. Сташкова», «Павлоградуголь», Днепропетровская область, Герой Украины (2001).

## Биография
Родился 18 сентября 1958 года в с. Лозливый Курской области.
Образование среднее.
- 1976−1978 — служба в Советской Армии.
- 1980−1987 — проходчик участка проходческих работ, шахта им. Ленинского комсомола Украины «Павлоградуголь».
- С 1987 — проходчик; с 1990 — бригадир проходчиков; с июля 2002 — начальник участка[1], «Шахта им. Н. И. Сташкова» «Павлоградуголь».

В настоящее время Родителев — главный инженер шахты.

### Семья
- Жена — Валентина Петровна (род. 1958).
- Дети — дочь Алена (род. 1982).

## Награды и премии
- Герой Украины (23.08.2001, за самоотверженный шахтерский труд, достижение высоких в угольной отрасли показателей по прохождению горных выработок).
- Награждён знаком «Шахтёрская слава» III (1990) и II (1997) степеней.
- Награждён знаком «Шахтёрская доблесть» III степени (1999).
- Заслуженный шахтёр Украины (1996).
- Почётная грамота Кабинета Министров Украины (2001).